# 查理·馬特號戰艦
查理·馬特號戰艦（法語：Charles Martel）是法國海軍所建造的前無畏艦，其艦名來自法蘭克公爵查理·馬特。本艦於1891年8月1日放置龍骨，1893年8月29日時首次下水，最後在1897年6月正式服役。查理·馬特號與卡諾號、若雷吉貝里號、馬塞納號、布韋號等4艦極為相似，但因設計上由不同的工程師來主導方案，造成每艘艦有些許差異，最後這5艦並未被列入同一船級。其主要武器由2門305公釐45倍徑1887年型主砲與2門274公釐45倍徑1887年型火砲組成，這4門火砲皆以單裝方式配置在砲塔內。艦體排水量落在11,880公噸（11,690長噸；13,100短噸），整體推進系統可提供13,500匹指示馬力（10,100千瓦特）的動力，使最大航速達18節（33每小時；21英里每小時）。
本艦在服役期間大多數在地中海分艦隊值勤，並曾多次參與海上演習。在1897年時，本艦被派遣至國際分遣艦隊，該艦隊由數個海軍強權組成，其目的在於介入克里特島的居民起義反抗鄂圖曼帝國。接著查理·馬特號在地中海分艦隊持續服役五年，見證了當時海軍技術快速發展，其性能也很快地被更多現代化戰艦超越。在1901年的一次演習期間，本艦被古斯塔夫·澤德號潛艦發射的訓練魚雷擊中，這在當時曾引起軒然大波。自1902年開始至1914年時，查理·馬特號轉為後備役。1914年初，鑒於艦體過於老舊，法國海軍決定報廢本艦，然而因第一次世界大戰突然爆發，報廢計畫因而暫停，但查理·馬特號一直停靠在布雷斯特，在戰爭期間從未參與任何行動，直到1922年後才從海軍名錄中除籍，並在同年出售拆解。

## 設計
1889年，英國皇家海軍通過《海軍防務法案》，並開始建造8艘君權級戰艦，然而這次英國的大規模擴張海軍計畫刺激了法國海軍，導致法國政府在1890年通過海軍建造法案。該法案要求法國海軍需增加共24艘艦隊裝甲艦（法語：Cuirasses d'escadre），以及其它多艘岸防艦、巡洋艦、魚雷艇等。計畫的第一期預計建造4艘艦隊裝甲艦，這些主力艦根據不同的設計人員建造，但具有相同的基本特徵，包括裝甲、武器、噸位等。法國海軍最高指揮部於1889年12月24日公布新主力艦的基本需求，包括排水量不可超過14,000公噸（14,000長噸；15,000短噸），主要武器由340（13英寸）與270（11英寸）口徑火炮組成，水線裝甲帶厚度需450（18英寸），最高航速則至少要在17節（31每小時；20英里每小時）左右。副砲需為140（5.5英寸）或160（6.3英寸）口徑，並盡可能地配備更多小口徑火炮。
雖然本艦是以布倫努斯號戰艦為基礎改進而來，但在主砲配置上並非是原先的全船軸線佈局方式，而是參考馬真塔號鐵甲艦採菱形佈局，將其中2門主砲以單裝方式配置在船舷中間兩側。儘管海軍部門限定排水量可達到14,000公噸（14,000長噸；15,000短噸），但因政治考量，議會拒絕海軍的增加支出提案，導致設計人員最後僅能將排水量限制在12,000公噸（12,000長噸；13,000短噸）左右。5位海軍艦艇設計師向相關部門提交設計案，而查理·馬特號的設計最終是由前奥什號鐵甲艦設計師查爾斯·恩斯特·于安中選。于安根據海軍高層公布的需求，於1890年8月12日提交最終設計方案，而法國海軍在審理後，於1890年9月10日通過並下訂本艦。儘管原先的海軍建造法案計畫在第一年僅需建造4艘主力艦，但最後改成訂購5艘艦，這5艘準同型艦分別為查理·馬特號、卡諾號、若雷吉貝里號、馬塞納號、布韋號。
本艦艦名繼承自前一型查理·馬特級鐵甲艦，該級艦從馬索級鐵甲艦改進而來，預計共建2艘，在1884年開始建造，但最後在海軍上將特奥菲尔·奥比任內取消。在奥比退役之後，艦體整個重新設計，儘管後來建造的戰艦有時與早先取消的設計混為一談，然而這兩艘艦卻屬於不同船級。
然而在服役期間，查理·馬特號等5艘準同型艦由於經常發生航行穩定性問題，其性能令人差強人意，1890年代晚期法國海軍建造總監白勞易曾稱這些軍艦特別容易傾覆。所有5艘艦都比英國建造的船舶還差，甚至比不上當時英國同時代的威嚴級戰艦。加上這5艘準同型艦在材料設備上缺乏一致性，在後期維修上造成許多困難；另外由於艦上使用多種砲彈的爆炸飛濺狀況難以區分，因此要建造在戰鬥條件下能適合數個口徑的炮台非常困難。由於在建造時有著排水量的限制，使得這5艘艦在服役期間遭遇到不少問題，特別是在穩定性與耐海性上面非常明顯。

### 整體特徵與推進系統
查理·馬特號艦體垂標間距為115.49（378英尺11英寸），舰宽21.64（71英尺0英寸），吃水深度8.38（27英尺6英寸），排水量落在11,880公噸（11,692長噸）。其艏艛甲板設有較高的乾舷，但後甲板後段的高度卻降至與主甲板同一水平。設計人員在設計船體時採用明顯的船舷內傾式結構，並將274（10.8英寸）口徑火炮配置在此處，給予其寬廣的射擊視野。如同先前于安的設計，本艦的上層建築特別高，這也導致其整體有著如頭重腳輕的狀況，所幸本艦設有較高的乾舷使其非常適合航海。本艦配有重型軍用桅杆，並在這之間設有較高的甲板。出航執勤時，艦上可容納644名乘員。
推進系統上，本艦採用2組由施耐德-克魯佐製造的三脹式蒸汽機，每組蒸汽機驅動一船軸，整組推進系統的動力由24台拉格斐尔·德阿斯特（Lagrafel d'Allest）式水管鍋爐提供。所有鍋爐平均分散在4個鍋爐艙內，並分別從2座煙囪排放廢氣至外側。整體系統共可輸出13,500匹指示馬力（10,100千瓦特），正常狀況下可使航速達到17節（31每小時；20英里每小時）；若在鍋爐強制鼓風的狀態下，可讓本艦最高航速落在18節（33每小時；21英里每小時）。在4小時的航速測試中，查理·馬特號最大輸出曾達到14,931匹指示馬力（11,134千瓦特）。本艦出航時預計可攜帶650公噸（640長噸；720短噸）的燃煤，但若將額外的空間騰出使用，可將燃煤攜帶量增加至980公噸（960長噸；1,080短噸）。

### 武器配備與裝甲防護
查理·馬特號戰艦的主要武器包括2門305公釐口徑1887年型主砲及2門274公釐口徑1887年型火砲，2門305（12.0英寸）口徑主砲以單裝方式配置在砲塔內，並分別配置在船艏與船艉處，另外2門274（10.8英寸）口徑火砲以單裝方式安裝在砲塔內，並配置在船舯處左右兩側船舷內傾的突出座上。艦上的次要武器由8門138.6公釐口徑1888年型火砲組成，每門砲以單裝方式配置在砲塔內，並分別配置在上層建築的角落區。
艦上為了防禦魚雷艇而加裝許多輕裝武器，這些武器包括8門裝設在船舯遮蔽甲板及前與後上層建築的65公釐口徑1891年型火砲，以及12門47公釐口徑1885年型速射砲、8門37公釐口徑轉膛炮。另外，艦上還裝備4組450（18英寸）口徑魚雷管，其中2組在船體水面下區域，另外2組以可迴轉固定的方式裝設在甲板上。
艦體的裝甲防護原料為施耐德-克魯佐製造的鎳鋼，其主裝甲帶在船舯最大厚度為460（18英寸），用以保護彈藥艙與推進系統不被破壞，在主裝甲帶下緣區域其厚度逐漸減少至250（9.8英寸）。在船舯處上層建築的兩端，主裝甲帶厚度在水線上的區域降低至305（12.0英寸），在其下緣處更是降到只有250（9.8英寸）；整條主裝甲帶長度幾乎包圍整個船體。在主裝甲帶上方連接一100（3.9英寸）厚的側面列板裝甲，以及設計高密度的堰艙，減少因戰鬥損壞而造成進水的風險。燃煤儲存艙被設置在上裝甲帶後方，用來增強艦體強度。
主砲塔以380（15英寸）厚的裝甲保護，副砲塔側面裝甲厚度為100（3.9英寸）。主裝甲甲板厚度為70（2.8英寸），其下方設有2層10（0.39英寸）厚的甲板。在機艙上方區域，設有25（0.98英寸）厚的防彈裝甲保護之；司令塔側面則以230（9.1英寸）的裝甲保護。

## 服役歷程

### 1891年至1901年
查理·馬特號戰艦於1891年8月1日在布雷斯特兵工廠放置龍骨，接著於1893年8月29日首次下水。當艦體舾裝工程結束之際，本艦開始進行接下來的海試作業，最終在1897年6月正式服役於法國海軍。不過在本艦海試期間，因若雷吉貝里號戰艦上發生鍋爐焊接管爆炸意外造成人員傷亡，工程人員為了避免意外再發生，將本艦的海試結束日期向後延，並換上較安全的無焊縫接管。在正式服役後，法國海軍將本艦指派至地中海分艦隊。本艦緊接著隨卡諾號與若雷吉貝里號派遣至1897年2月成立的國際分遣艦隊，該艦隊由奧匈帝國海軍、德意志帝國海軍、義大利皇家海軍、俄羅斯帝國海軍、英國皇家海軍、法國海軍組成，其目的主要為軍事介入1897年至1898年間，希臘克里特島反對派起義對抗鄂圖曼帝國。
1900年起，海軍准將吉爾曼·魯斯坦指定查理·馬特號為地中海分艦隊第二總隊旗艦。1900年3月6日，查理·馬特號與高盧人號、查理曼號、布韋號、若雷吉貝里號，以及4艘防護巡洋艦一同前往儒昂湾進行海上演習及夜間射擊訓練。接著在整個1900年4月期間，整個演習艦隊訪問許多地中海沿岸的法國港口，並於5月31日航行至科西嘉島，直到6月8日才離去。
在1900年6月舉行的艦隊演習中，查理·馬特號擔任第二組艦隊旗艦，該組由魯斯坦指揮，下轄4艘巡洋艦及2艘驅逐艦；演習過程包括封鎖第三組的戰艦成員等。地中海分艦隊接下來在葡萄牙沿岸與北方分艦隊會合，然後於1900年7月份前往基伯龍灣進行聯合演習，整個聯合演習於1900年7月19日由法國總統埃米勒·盧貝在瑟堡舉行的海軍閱兵典禮完結。1900年8月1日，地中海分艦隊開始返航，並在8月14日抵達土倫。在整個1901年間，查理·馬特號主要參與的行動多半是艦隊演習。在其中一次演習期間，查理·馬特號被古斯塔夫·澤德號潛艦發射的訓練魚雷擊中，這在當時曾引起軒然大波。

### 1902年後
1902年中期開始，查理·馬特號戰艦與布倫努斯號、卡諾號、奧什號等3艘主力艦，以及波蒂奥號、沙內海軍上將號、布呂克斯號等3艘裝甲巡洋艦一同被編入地中海分艦隊後備總隊。該艦隊由海軍准將約瑟夫·皮埃爾·奧古斯特·貝松（Joseph Pierre Auguste Besson）指揮，而本艦也曾短暫地擔任艦隊旗艦，不過在1903年7月時就將旗艦一職轉交給聖路易號戰艦。這段期間內，艦隊所有船隻必須經常騰出空間讓現役船舶能進入碼頭維修，並且要隨時準備在短時間內能夠完全到重新運轉狀態。後備總隊在1906年更名為第二總隊，並改由海軍准將保羅-路易·傑米內指揮。1906年9月16日，查理·馬特號參與在馬賽舉行的艦隊閱兵典禮，在典禮中還包括從英國、西班牙、以及義大利前來訪問的艦隊。接下來，本艦一直維持在可武裝最低限度狀態內，艦上的船員數量也一直維持在最低限度內。不過在一年裡的三個月中，查理·馬特號會維持在完全運轉的狀態，此時船員人數會增加，接著在轉為後備役時又會減少船員人數；這樣的輪替狀態一直在1907年期間持續維持著。
1909年，由於2艘共和級戰艦與4艘自由級戰艦陸續服役，地中海分艦隊開始進行重組。如此多的服役艦艇讓法國海軍決定建立第二組戰鬥分艦隊，而查理·馬特號在1910年1月5日被分配到這組新成立的分艦隊中。當丹東級戰艦於1911年開始陸續服役後，地中海分艦隊再度進行重組，而查理·馬特號與其它舊型軍艦在1911年10月5日被轉移到駐紮在布雷斯特的第三戰鬥分艦隊，並在那被指定為第三戰鬥分艦隊第二總隊旗艦，由海軍准將阿希爾·維克托·亞當（Achille Victor Adam）指揮。1911年9月4日，本艦隨艦隊參與在土倫進行的海軍閱兵典禮。1912年3月1日，查理·馬特號戰艦再度轉為後備役。
鑒於查理·馬特號戰艦已經服役將近20年，時任法國海軍部長歐內斯特·莫尼斯於1914年初期決定要報廢本艦。然而因第一次世界大戰於1914年8月突然爆發，報廢計畫被迫擱置，而查理·馬特號與卡諾號一同被放置在布雷斯特港內。在新的諾曼第級戰艦完工之前，這2艦仍被保留在海軍名錄上。不過諾曼第級戰艦直到第一次大戰結束時皆未服役，而停靠在布雷斯特的查理·馬特號也於1922年從海軍名錄除籍，並在同年出售拆解。